# Академическая гребля на летних Олимпийских играх 1912 — одиночки
Соревнования по академической гребле в одиночках среди мужчин на летних Олимпийских играх 1912 года прошли с 17 по 19 июля в центре Стокгольма в заливе Юргоргдсбруннсвикен. В соревновании приняли участие 14 спортсменов из 11 стран. Игры в Стокгольме стали последними, когда в одной дисциплине академической гребли могли участвовать по несколько представителей от страны.
Действующий олимпийский чемпион британец Гарри Блэкстафф после победы на лондонских Играх завершил спортивную карьеру.
Олимпийским чемпионом 1912 года стал британец Уильям Киннир, победивший в финальном заезде бельгийца Полидора Вейрмана, для которого эта медаль стала уже второй в карьере. В 1908 году бельгийский гребец в составе восьмёрки также стал серебряным призёром. Обладателями бронзовых наград стали канадец Эверард Батлер и гребец из Российской империи Март Куузик.
На Играх 1912 года гребцы из Российской империи, Финляндии, Богемии, Австрии и Австралазии дебютировали в олимпийских соревнованиях по академической гребле.

## Призёры
| Золото                       | Серебро                 | Бронза                |
| Уильям Киннир Великобритания | Полидор Вейрман Бельгия | Март Куузик Россия    |
| Уильям Киннир Великобритания | Полидор Вейрман Бельгия | Эверард Батлер Канада |

## Расписание
| Дата         | Раунд         |
| ------------ | ------------- |
| 17 — 18 июля | Первый раунд  |
| 18 июля      | Четвертьфинал |
| 19 июля      | Полуфинал     |
| 19 июля      | Финал         |

## Результаты

### Первый раунд
Победитель каждого заезда проходил в четвертьфинал соревнований. Все остальные гребцы выбывали из борьбы за медали.
Заезд 1 (результат аннулирован)
С начала заезда вперёд вырвался российский гребец, но на отметке 300 метров он пересёк путь Хайнриху, в результате чего австриец на мгновение перестал грести. Тем не менее Хайнрих продолжил гонку и на финише уступил Куузику две длины лодки. После окончания заезда австрийская делегация подала протест, который был удовлетворён и результат аннулирован. Перезаезд был назначен на следующий день, 18 июля.
| Место | Спортсмен       | Страна  | Время     | Отставание | Примечания |
| ----- | --------------- | ------- | --------- | ---------- | ---------- |
| 1     | Март Куузик     | Россия  | 7:46,0    | +0,0       |            |
| 2     | Альфред Хайнрих | Австрия | две длины | две длины  |            |

Заезд 1 (перезаезд)
| Место | Спортсмен       | Страна  | Время  | Отставание | Примечания |
| ----- | --------------- | ------- | ------ | ---------- | ---------- |
| 1     | Март Куузик     | Россия  | 7:45,2 | +0,0       | QF         |
| 2     | Альфред Хайнрих | Австрия | DSQ    | DSQ        |            |

Заезд 2
Австралийский гребец Сесил Маквилли лидировал по ходу заезда, но спровоцировал столкновение со своим соперником немцем Мартином Штанке. На финише представитель Австралазии был значительно быстрее своего оппонента. Однако после окончания заезда Маквилли был дисквалифицирован.
| Место | Спортсмен      | Страна      | Время      | Отставание | Примечания |
| ----- | -------------- | ----------- | ---------- | ---------- | ---------- |
| 1     | Мартин Штанке  | Германия    | 8:28,8     | +0,0       | QF         |
| 2     | Сесил Маквилли | Австралазия | 8:11,0 DSQ | 8:11,0 DSQ |            |

Заезд 3
Канадец Эверард Батлер с самого старта оторвался от своего соперника и выиграл заезд с большим преимуществом.
| Место | Спортсмен      | Страна    | Время       | Отставание  | Примечания |
| ----- | -------------- | --------- | ----------- | ----------- | ---------- |
| 1     | Эверард Батлер | Канада    | 8:28,8      | +0,0        | QF         |
| 2     | Алекс Хаглунд  | Финляндия | восемь длин | восемь длин |            |

Заезд 4
Четвёртый заезд оказался самым упорным из всех в первом раунде. Долгое время соперники шли вровень, с небольшим преимуществом немецкого гребца, но затем в лидеры вырвался британец Уильям Киннир, который и выиграл заезд, опередив Курта Хофмана всего на полторы длины лодки.
| Место | Спортсмен     | Страна         | Время         | Отставание    | Примечания |
| ----- | ------------- | -------------- | ------------- | ------------- | ---------- |
| 1     | Уильям Киннир | Великобритания | 7:55,6        | +0,0          | QF         |
| 2     | Курт Хофман   | Германия       | полторы длины | полторы длины |            |

Заезд 5
| Место | Спортсмен     | Страна  | Время      | Отставание | Примечания |
| ----- | ------------- | ------- | ---------- | ---------- | ---------- |
| 1     | Йожеф Месарош | Венгрия | 8:29,0     | +0,0       | QF         |
| 2     | Иван Швайзер  | Богемия | неизвестно | неизвестно |            |

Заезд 6
Датский гребец по ходу заезда смог создать внушительный отрыв от своего соперника, в результате чего Ян Шоурек принял решение сойти с дистанции в районе моста Юргорд.
| Место | Спортсмен        | Страна  | Время  | Отставание | Примечания |
| ----- | ---------------- | ------- | ------ | ---------- | ---------- |
| 1     | Микаэль Симонсен | Дания   | 8:14,0 | +0,0       | QF         |
| 2     | Ян Шоурек        | Богемия | DNF    | DNF        |            |

Заезд 7
Венгр Карой Левицки в одиночестве провёл свой заезд, поскольку его возможный соперник британец Александр Маккаллох не вышел на старт Олимпийских игр.
| Место | Спортсмен     | Страна  | Время  | Отставание | Примечания |
| ----- | ------------- | ------- | ------ | ---------- | ---------- |
| 1     | Карой Левицки | Венгрия | 8:04,0 | +0,0       | QF         |

Заезд 8
Также соперника не оказалось и у бельгийского гребца Полидора Вейрмана.
| Место | Спортсмен       | Страна  | Время  | Отставание | Примечания |
| ----- | --------------- | ------- | ------ | ---------- | ---------- |
| 1     | Полидор Вейрман | Бельгия | 7:59,2 | +0,0       | QF         |

### Четвертьфинал
Победитель каждого заезда проходил в полуфинал соревнований. Все остальные гребцы выбывали из борьбы за медали.
Заезд 1 (результат аннулирован)
Результат первого заезда был аннулирован после протеста, поданного бельгийской сборной. По их мнению через 300 метров после старта венгерский гребец Йожеф Месарош пересёк путь лодке Полидора Вейрмана. Перезаезд был назначен на вечер того же дня.
| Место | Спортсмен       | Страна  | Время  | Отставание | Примечания |
| ----- | --------------- | ------- | ------ | ---------- | ---------- |
| 1     | Йожеф Месарош   | Венгрия | 8:23,0 | +0,0       |            |
| 2     | Полидор Вейрман | Бельгия | DNF    | DNF        |            |

Заезд 1 (перезаезд)
В перезаезде Вейрман со старта вышел в лидеры и на отметке в 500 метров выигрывал у венгра 2 длины лодки. К середине дистанции он увеличил своё преимущество до 3 длин. Месарош попытался увеличить свой темп во время последней части заезда, но отставание от Вейрмана осталось прежним.
| Место | Спортсмен       | Страна  | Время     | Отставание | Примечания |
| ----- | --------------- | ------- | --------- | ---------- | ---------- |
| 1     | Полидор Вейрман | Бельгия | 7:52,0    | +0,0       | SF         |
| 2     | Йожеф Месарош   | Венгрия | три длины | три длины  |            |

Заезд 2
| Место | Спортсмен        | Страна | Время  | Отставание | Примечания |
| ----- | ---------------- | ------ | ------ | ---------- | ---------- |
| 1     | Эверард Батлер   | Канада | 7:39,9 | +0,0       | SF         |
| 2     | Микаэль Симонсен | Дания  | DNS    | DNS        |            |

Заезд 3
С самого старта в лидеры вырвался Уильям Киннир и за 500 метров до финиша он выигрывал у немца Мартина Штанке около 4 длин лодки.
| Место | Спортсмен     | Страна         | Время  | Отставание | Примечания |
| ----- | ------------- | -------------- | ------ | ---------- | ---------- |
| 1     | Уильям Киннир | Великобритания | 7:49,9 | +0,0       | SF         |
| 2     | Мартин Штанке | Германия       | 7:58,8 | +8,9       |            |

Заезд 4
Куузик, который проводил второй заезд за день, смог вырваться вперёд и на протяжении всей гонки постепенно увеличивал преимущество над соперником.
| Место | Спортсмен     | Страна  | Время     | Отставание | Примечания |
| ----- | ------------- | ------- | --------- | ---------- | ---------- |
| 1     | Март Куузик   | Россия  | 7:45,2    | +0,0       | SF         |
| 2     | Карой Левицки | Венгрия | две длины | две длины  |            |

### Полуфинал
Победитель каждого заезда проходил в финал соревнований. Оба проигравших гребца становились обладателями бронзовых медалей.
Заезд 1
Первый полуфинальный заезд прошёл в равной борьбе. Вейрман отличался мощным гребком, в то время как Куузик исповедовал энергичную и техничную греблю. На протяжении всей дистанции соперники шли вровень, однако на финише больше сил осталось у бельгийского гребца, который и выиграл заезд.
| Место | Спортсмен       | Страна  | Время         | Отставание    | Примечания |
| ----- | --------------- | ------- | ------------- | ------------- | ---------- |
| 1     | Полидор Вейрман | Бельгия | 7:41,0        | +0,0          | F          |
| 2     | Март Куузик     | Россия  | полторы длины | полторы длины | 3          |

Заезд 2
Со старта второго полуфинала вперёд вырвался канадский гребец Эверард Батлер. К середине дистанции оба спортсмена начали увеличивать темп гребли, но при этом Киннир смог постепенно приблизиться к Батлеру и даже обойти его. В итоге на финише первым был именно британский спортсмен, показавший быстрейшее время в истории олимпийской одиночной гребли.
| Место | Спортсмен      | Страна         | Время     | Отставание | Примечания |
| ----- | -------------- | -------------- | --------- | ---------- | ---------- |
| 1     | Уильям Киннир  | Великобритания | 7:37,0 OB | +0,0       | F          |
| 2     | Эверард Батлер | Канада         | 7:41,0    | +4,0       | 3          |

### Финал
С самого старта решающего заезда Вейрман начал совершать мощные гребки и к 500-метровой отметке опережал Киннира на половину длины лодки. Однако уже к середине дистанции британский гребец догнал Вейрмана и на второй половине заезда начал отрываться от бельгийца. На финише преимущество Киннира составляло почти 10 секунд.
| Место | Спортсмен       | Страна         | Время  | Отставание |
| ----- | --------------- | -------------- | ------ | ---------- |
| 1     | Уильям Киннир   | Великобритания | 7:47,3 | +0,0       |
| 2     | Полидор Вейрман | Бельгия        | 7:56,0 | +8,7       |

## Комментарии
1. ↑  Согласно официальному олимпийскому отчёту и сайту Международного олимпийского комитета Иван Швайзер выступал на Играх 1912 года[7], однако некоторые источники не включают его в список участников[8]